# Gelasma fuscipuncta
Gelasma fuscipuncta là một loài bướm đêm trong họ Geometridae.